# Cassiopea ndrosia
Cassiopea ndrosia är en manetart som beskrevs av Agassiz och Mayer 1899. Cassiopea ndrosia ingår i släktet Cassiopea och familjen Cassiopeidae. Inga underarter finns listade i Catalogue of Life.